# Печень (субпродукт)
Печень (печёнка) — субпродукт первой категории, внутренний орган животных (крупного и мелкого рогатого скота, свиней), домашней птицы и рыбы (минтай, треска) между желудком и диафрагмой, употребляемый человеком в пищу.

## Приготовление
Из печени готовят различные жареные, тушёные, запечённые блюда, а также паштеты, колбасы и начинку для пирогов. В традиционной русской кухне из печени готовят десятки питательных и вкусных блюд. Её жарят в мучной панировке, иногда нашпиговав ломтиками чеснока, и сервируют с гречневой кашей, отварным картофелем или картофельным пюре и жареным репчатым луком. Жареную печень в кусках также готовят в неглубокой посуде со сметаной и пассерованным луком. Разновидность печени в сметане — печень по-строгановски. Панированную в сухарях печень сначала обжаривают в сковороде и дожаривают в духовке. Жареную печень по-русски готовят со шпиком. Из рубленой печени готовят биточки. Во французской кухне жареные кусочки печени для сохранения нежности и от пережаривания заворачивают в свиную кожу. В итальянской кухне к печени готовят соусы на основе бульона с добавлением коньяка, водки или вина. С печенью отлично сочетаются грибы: шампиньоны — в европейской кухне и муэр — в китайской. Немцы, а точнее берлинцы, предпочитают подавать к жареной печени поджаренные кислосладкие яблоки. В Тоскани к печёночному паштету принято подавать сладкие фиги — инжир, поджаренный с каштановым мёдом. В китайской кухне печень сочетается с креветками, водяными каштанами и ростками бамбука.

## Пищевая ценность
В печени мелкого рогатого скота при калорийности 1240 ккал содержится 18,7 % белков, 2,9 % жира, 71, 2 % воды, 5,8 % экстрактивных веществ и 1,4 % золы. Печень крупного рогатого скота при калорийности 1220 ккал состоит на 17,4 % — из белков, 3,1 % — из жира, 72,9 % — из воды, 5,3 % — из экстрактивных веществ и 1,3 % — из золы. Свиная печень при калорийности 1300 ккал содержит 18,8 % белков, 3,6 % жира, 71,4 % воды, 4,7 % экстрактивных веществ и 1,5 % золы. Самой нежной на вкус считается телячья, деликатесной признана печень ягнёнка и степной овцы, а наиболее употребимой — говяжья. Свиная печень обладает выраженным горьковатым привкусом и отличается зернистой структурой.
Печень является ценным мясным продуктом со своеобразным вкусом и высокими питательными свойствами. Она содержит активные гормональные вещества, полезные для кровеносной системы, витамин А и витамины группы B, C, D, E, K и PP. В кулинарии из печени готовят вторые блюда и закуски, её жарят, тушат, а также из неё готовят начинки для пирогов, ливерную и печёночную колбасу, паштеты и консервы. Наиболее высокие кулинарные качества имеет телячья, гусиная и утиная печень. Свиная печень обладает слабым привкусом горечи. Печень пернатой дичи в пищу не употребляется. Печень поступает в продажу с обезжиренной поверхностью, без крупных лимфатических и кровеносных сосудов.

## Отравление
Печень белых медведей, моржей, бородатых тюленей, лосей и хаски может содержать экстремально высокие уровни предварительно сформированного витамина А, и их потребление привело к большому числу отравлений витамином А — гипервитаминозу. Согласно нескольким анекдотическим[прояснить] сообщениям, инуиты не едят печень белых медведей или бородатых тюленей. Было подсчитано, что потребление 500 граммов печени белого медведя неизбежно приведёт к токсичной дозе для человека. Русский моряк Александр Конрад, сопровождавший исследователя Валериана Альбанова в трагическом испытании над арктическими льдами в 1912 году, писал об ужасных последствиях употребления печени белого медведя. Кроме того, в 1913 году исследователи Антарктики на Дальневосточной стороне Дуглас Моусон и Ксавье Мерц, как полагали, были отравлены, последний смертельно, от употребления печени хаски, хотя это было оспорено в последнее время.

## Галерея

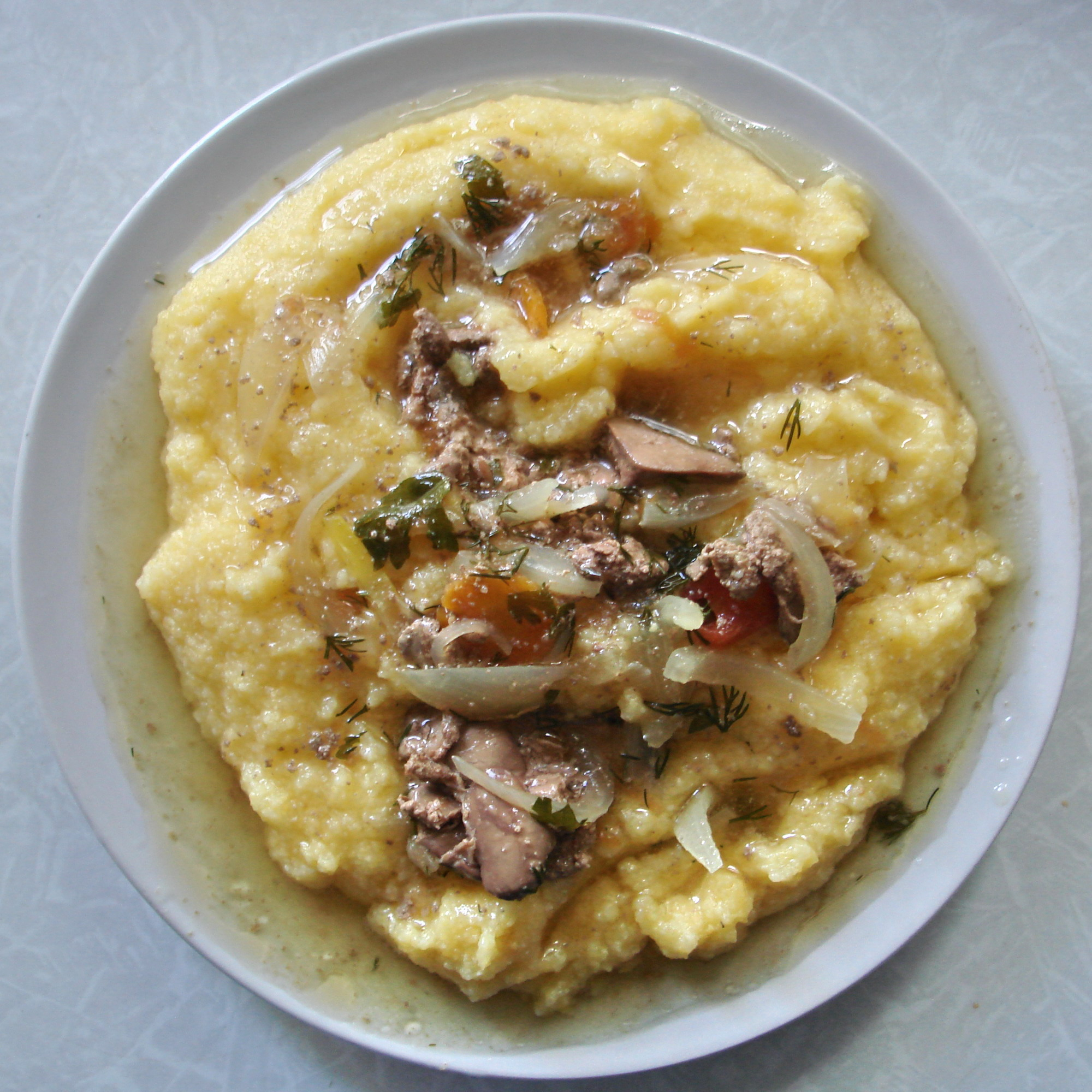
Мамалыга (кукурузная каша) с куриной печенью, кухня Молдавии
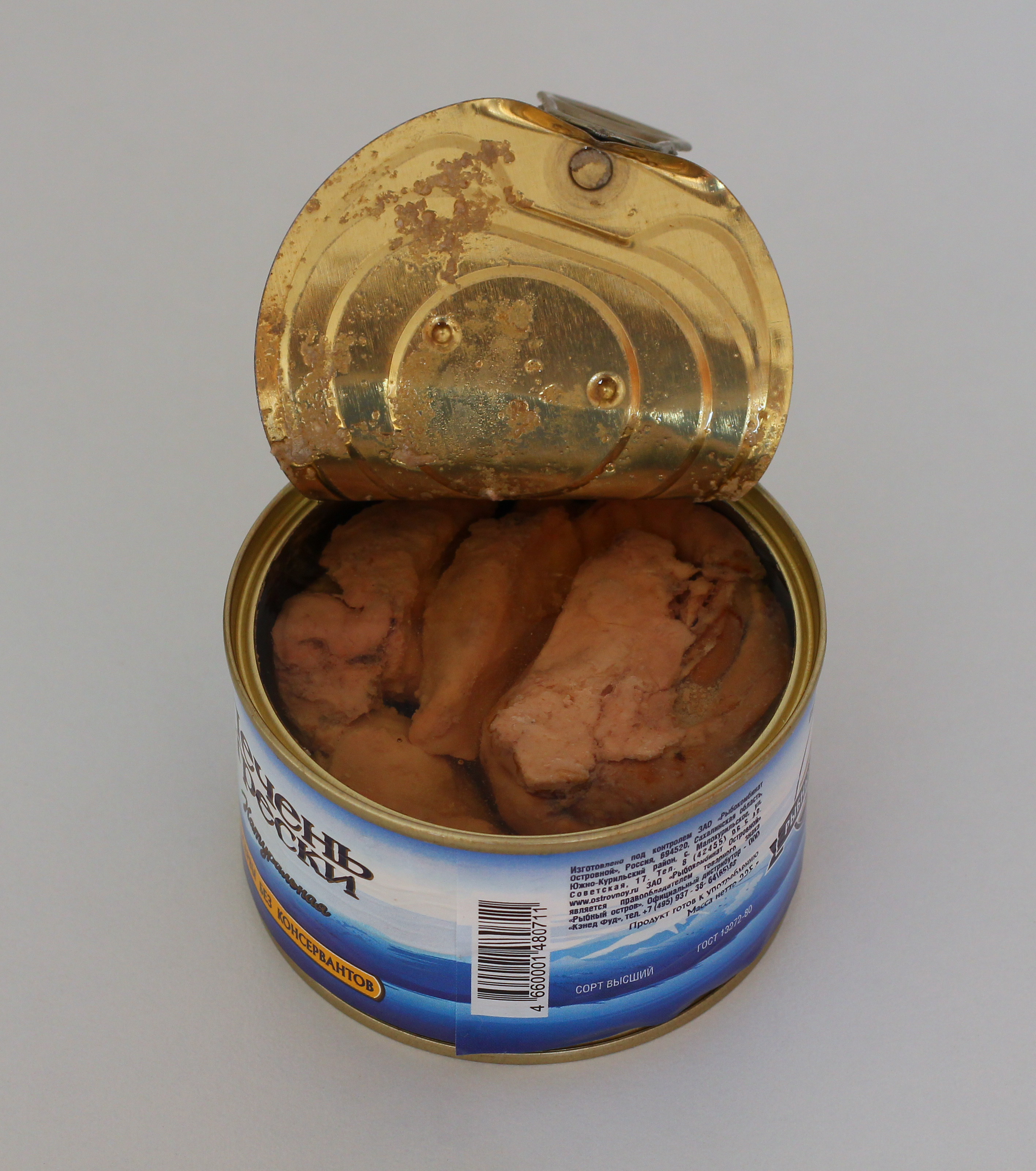
Консервированная печень трески (см. также: рыбий жир)
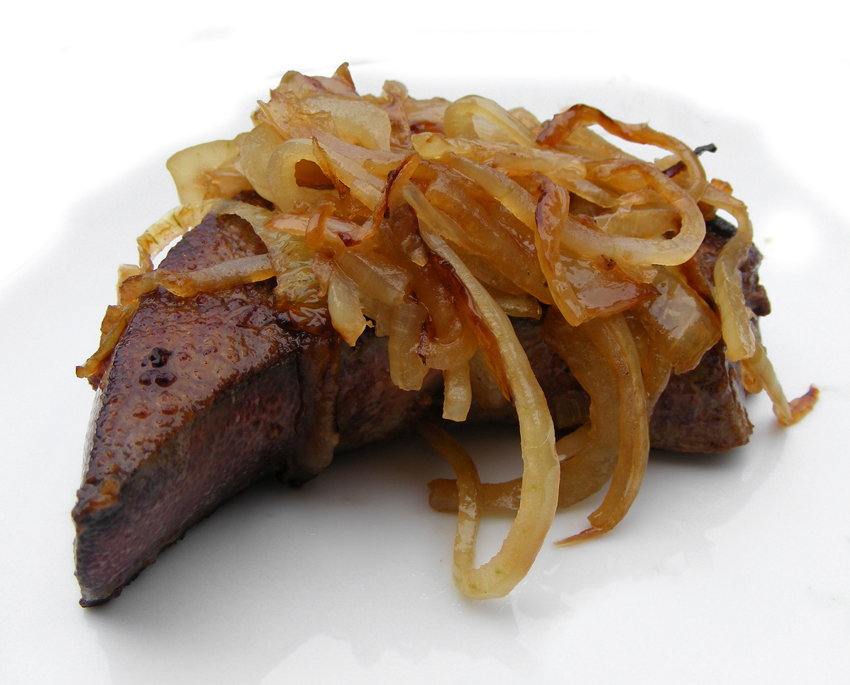
Ломтик свиной печени с луком
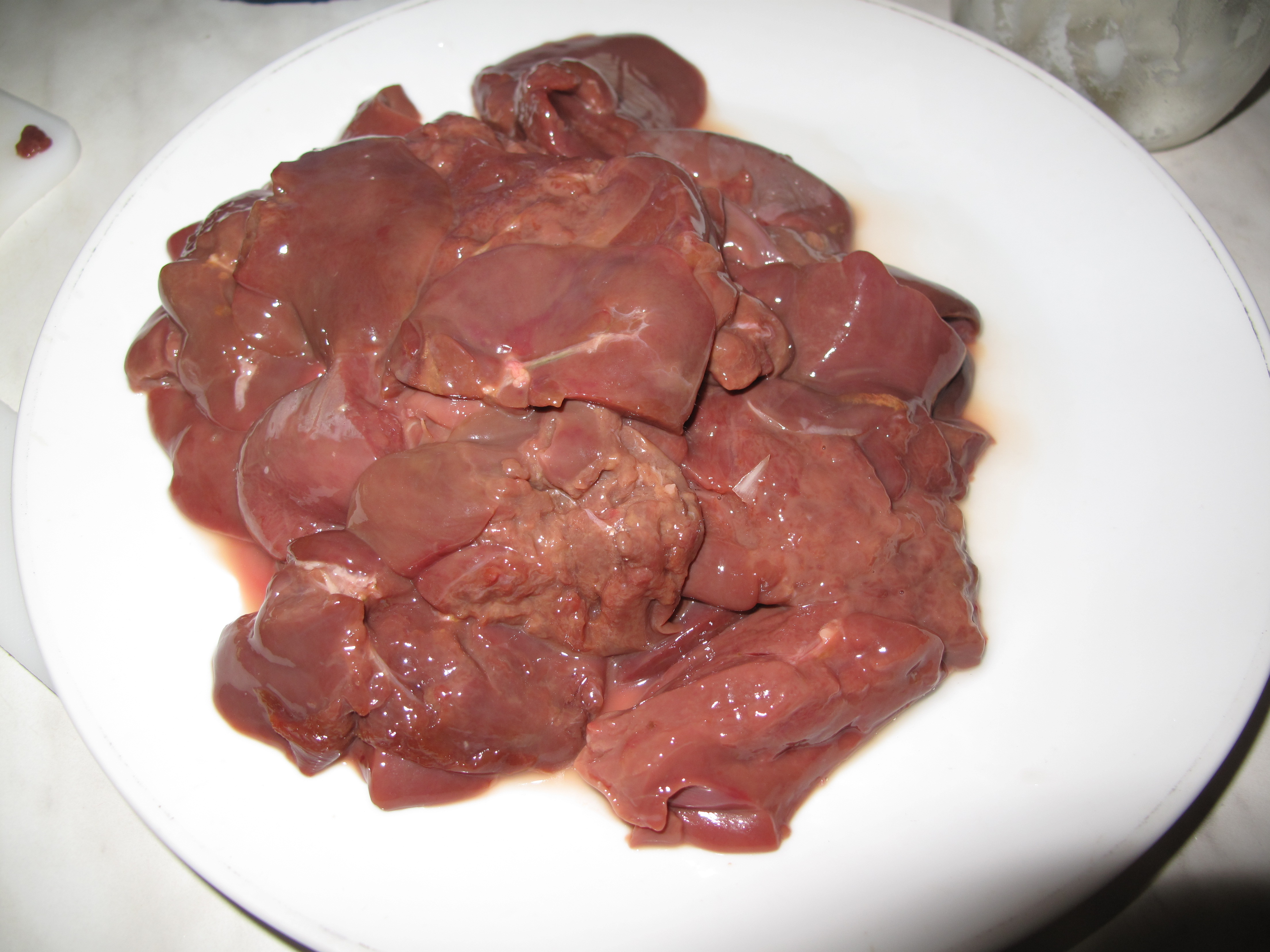
Гусиная печень
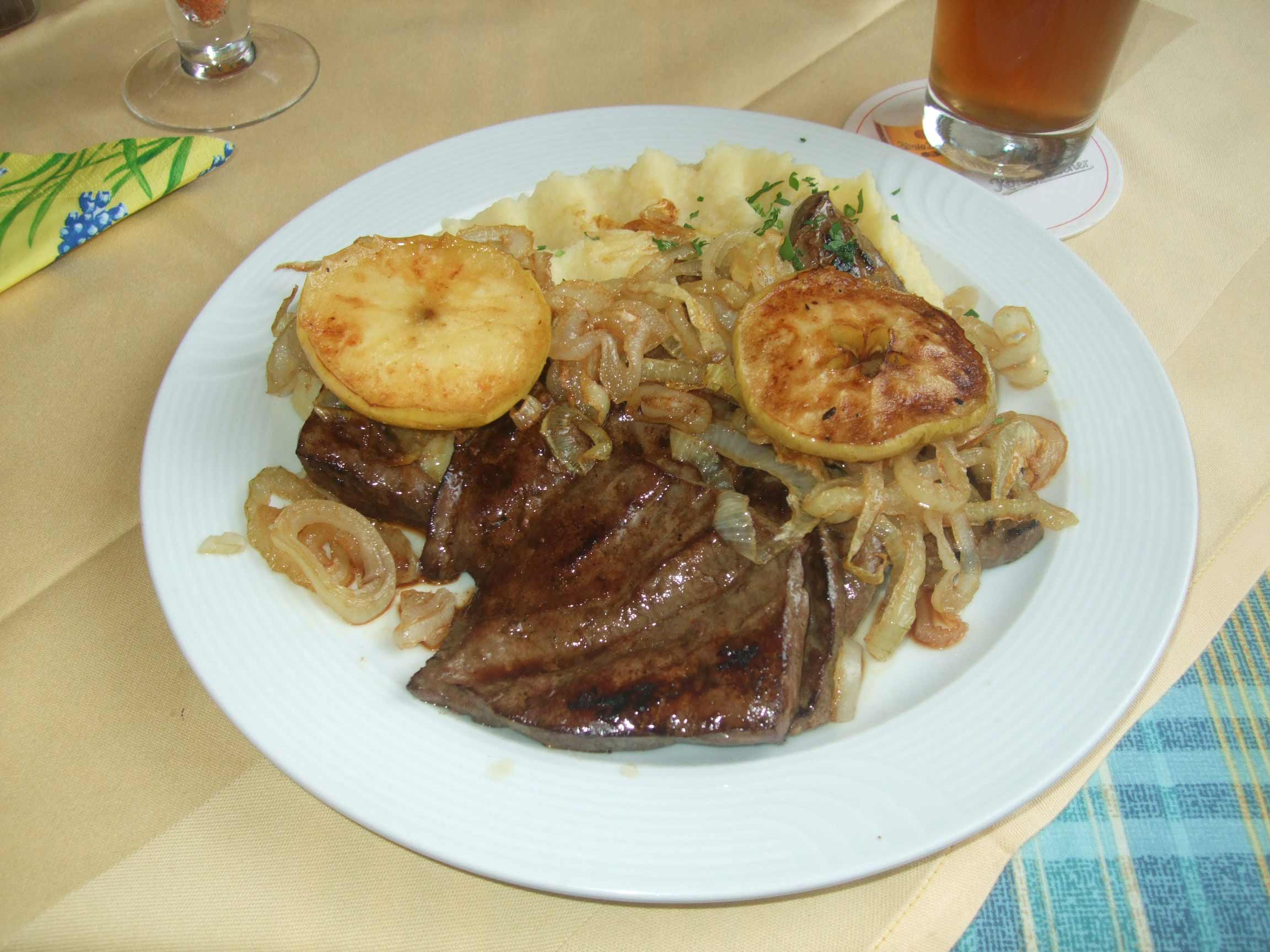
Печень по-берлински с картофельным пюре